# 門羅縣 (密西西比州)
門羅縣（英語：Monroe County）是美國密西西比州東北部的一個縣，東鄰亞拉巴馬州。面積2,000平方公里。根據美國2000年人口普查，共有人口38,014人。郡治亞伯丁 (Aberdeen)。
成立於1821年2月9日。郡名紀念紀念第五任總統詹姆斯·門羅。